# Pavel Pergl
Pavel Pergl (* 14. November 1977 in Prag; † 1. Mai 2018 in Magdeburg) war ein tschechischer Fußballspieler.

## Karriere
Pavel Pergl begann mit dem Fußballspielen bei ČKD Kompresory, 1987 wechselte er in die Jugendabteilung von Sparta Prag. Um Spielpraxis zu sammeln, wurde er 1997 an den Drittligisten Pelikán Děčín ausgeliehen. Weitere Stationen des Abwehrspielers waren die Erstligisten Chmel Blšany, FK Drnovice und Marila Příbram.
Anfang 2003 kehrte Pergl zu Sparta Prag zurück und erkämpfte sich einen Stammplatz. In der Rückrunde der Saison 2005/06 wurde er an Dynamo Dresden ausgeliehen. Er absolvierte dort in der 2. Bundesliga 17 Spiele, in denen er einen Treffer erzielte. Anschließend kehrte er nach Prag zurück, wurde aber mangels Perspektive aus dem Kader gestrichen und bestritt kein einziges Spiel.
Im Winter 2006/07 schien ein Wechsel zu Rapid Wien möglich, schließlich wurde Pergl vom englischen Zweitligisten Preston North End ausgeliehen. Nach anfänglich guten Leistungen wurde der Verteidiger nicht mehr aufgestellt, die zweijährige Option vom Verein nicht gezogen.
Im Sommer 2007 wechselte Pergl zum zyprischen Erstligisten AEK Larnaka, im Januar 2009 kehrte er zu Dynamo Dresden zurück, wo er einen Vertrag bis Sommer 2010 erhielt. Diesen löste er jedoch bereits Ende Juni 2009 wieder auf, indem er von einer vereinbarten Ausstiegsklausel Gebrauch machte. Anschließend unterschrieb Pergl einen Einjahresvertrag bei der israelischen Mannschaft Hapoel Beer Sheva. Anfang Juli 2010 verließ er den Verein wieder und unterzeichnete einen auf ein Jahr befristeten Vertrag bei der AC Bellinzona.
Pavel Pergl nahm sich am 1. Mai 2018 im Alter von 40 Jahren in seinem Wohnort im Magdeburger Ortsteil Friedensweiler das Leben.

## Titel und Erfolge
Sparta Prag
- Tschechischer Meister: 2005

FC Vaduz
- Liechtensteiner Cupsieger: 2014, 2015, 2016